# Alf Nachemson
Alf Louis Nachemson, född 1 juni 1931 i Stockholm, död 4 december 2006, var en svensk läkare och professor.
Alf Nachemson, som var son till  köpmannen Hosea Nachemson och Lea Tarschys, avlade medicine licentiatexamen i Stockholm 1956 och blev medicine doktor och docent vid Uppsala universitet 1960. Han var därefter anställd som underläkare vid kirurgiska avdelningen vid Akademiska sjukhuset 1956–1959 och vid ortopedkirurgiska kliniken vid Sahlgrenska sjukhuset 1960–1966. Han var biträdande överläkare och kliniklärare 1967–1971. Nachemson utnämndes 1971 till professor i ortopedisk kirurgi vid Göteborgs universitet.
Han var gästprofessor vid University of California 1962–1963, Northwestern University 1975–1976, University of Washington 1980–1981, Harvard University 1985–1986 och Georgetown University 1990–1991. Alf Nachemson var hedersledamot i flera utländska ortopedföreningar samt hedersmedlem av Royal College of Physicians i Storbritannien. Han var president i International Lumbar Spine Society 1979–1980 och i European Spinal Deformities Society 1983–1984.